# Valcabrère
Valcabrère è un comune francese di 161 abitanti situato nel dipartimento dell'Alta Garonna nella regione dell'Occitania.

## Luoghi e monumenti
Nel comune sorge la Basilica di San Giusto, edificata nel secolo XI in stile romanico; tale basilica è iscritta nel patrimonio mondiale dell'umanità come parte del Cammino di Santiago di Compostela. L'edificio fu consacrato nell'anno 1200.

## Società

### Evoluzione demografica
Abitanti censiti